# Kajdanele
Kajdanele (lit. Kaidonėliai) – wieś na Litwie, w okręgu wileńskim, w rejonie wileńskim, w gminie Sużany.

## Historia
W dwudziestoleciu międzywojennym leżały w Polsce, w województwie wileńskim, w powiecie wileńsko-trockim, w gminie Niemenczyn. W 1931 miejscowość liczyła 79 mieszkańców, zamieszkałych w 11 budynkach. Na początku lat 20. XX w. były siedzibą kompanii 4 Batalionu Celnego, a następnie kompanii 4 Batalionu Straży Granicznej, chroniących pobliską granicę z Litwą.
Po II wojnie światowej w granicach Związku Sowieckiego. Od 1991 na niepodległej Litwie.